# Danchi
Danchi (en japonés: 団 地, literalmente "tierra grupal") es el nombre de un área en la que se concentran instituciones con objetivos, propósitos o industrias similares para optimizar la infraestructura urbana y la distribución necesaria para las personas, la industria u otras operaciones, o un término genérico para un área en la que se encuentran edificios de índole residencial. La palabra danchi deriva de las frases "ichidan no tochi" o "ichidan no chiiki".
Según la definición legal japonesa, la palabra se refiere a polígonos industriales y residenciales que se planifican y construyen recientemente como un aspecto de la planificación urbana. El término generalmente se refiere a un grupo de edificios residenciales, pero también puede referirse a una agrupación de instalaciones fabriles y actividades relacionadas, denominada "kogyo danchi”. Los danchi de mayor envergadura a veces se comparan con Khrushchyovkas, proyecto de viviendas similares ubicadas en la Unión Soviética durante el mismo período.

## Historia
La Corporación de Vivienda de Japón, ahora conocida como Agencia de Renovación Urbana, construyó muchos danchi durante las décadas de 1950 a 1970, en áreas suburbanas para compensar la creciente demanda de vivienda durante el boom económico posterior a la Segunda Guerra Mundial. Este modelo de viviendas introdujo un gran cambio en el modo de vivir de los japoneses, en el sentido que los danchi, marcaron un cambio en el habitar alrededor del núcleo familiar, en contraste a los hogares anteriores a la guerra, donde vivían individuos de varias generaciones en un mismo inmueble. La cocina encarnaba el estatus elevado del ama de casa japonesa, ya que estaba en el centro del apartamento, no en un rincón oscuro. Las familias las equiparon con los "Tres tesoros sagrados": un refrigerador, una lavadora y una televisión en blanco y negro.
El pago del alquiler de un danchi es mucho más barato que el de un condominio o una vivienda corriente, pero el postulante debe generalmente participar en un sorteo para que se le asigne un apartamento. Algunos danchi construidas en los últimos años son bastante modernas y espaciosas, pero como las asignaciones se consiguen por sorteo, la lista de espera a menudo puede durar años. Originalmente, el salario mensual del arrendatario tenía que ser al menos 5,5 veces el alquiler.
Los residentes en algunos danchi gubernamentales no tienen que pagar por tarifas de renovación de contrato, lo que hace que las residencias sean más baratas que las viviendas en general, incluso si los alquileres mensuales son equivalentes. Algunos danchi son propiedad de grandes corporaciones, como la Nippon Telegraph and Telephone Public Corporation (Nippon Denshin Denwa Kabushiki-gaisha), que cobran un alquiler bajo o nulo a los empleados como beneficio, así como para alentarlos a vivir junto a sus colegas para fomentar una atmósfera corporativa "familiar".

## Edificios envejecidos
Muchos danchi fueron construidos en la década de 1950 a 1970 con códigos de construcción y estándares sísmicos actualmente obsoletos, y muy a menudo tienen varios problemas de accesibilidad, como la falta de ascensores en edificios de cinco o más pisos. Muchos danchi se están demoliendo y reconstruyendo desde la década de 2000 para modernizar y adaptar los edificios a los códigos actuales, mejorar la accesibilidad y atraer a familias más jóvenes.

## Percepción negativa
Aunque el nombre danchi evocaba la imagen de la vivienda moderna en la época en que se construyeron en la década de 1960, hoy el nombre se asocia con la pobreza, el envejecimiento de la población y los edificios obsoletos de la posguerra que ofrecen comodidades mínimas a sus ocupantes.

## Galería

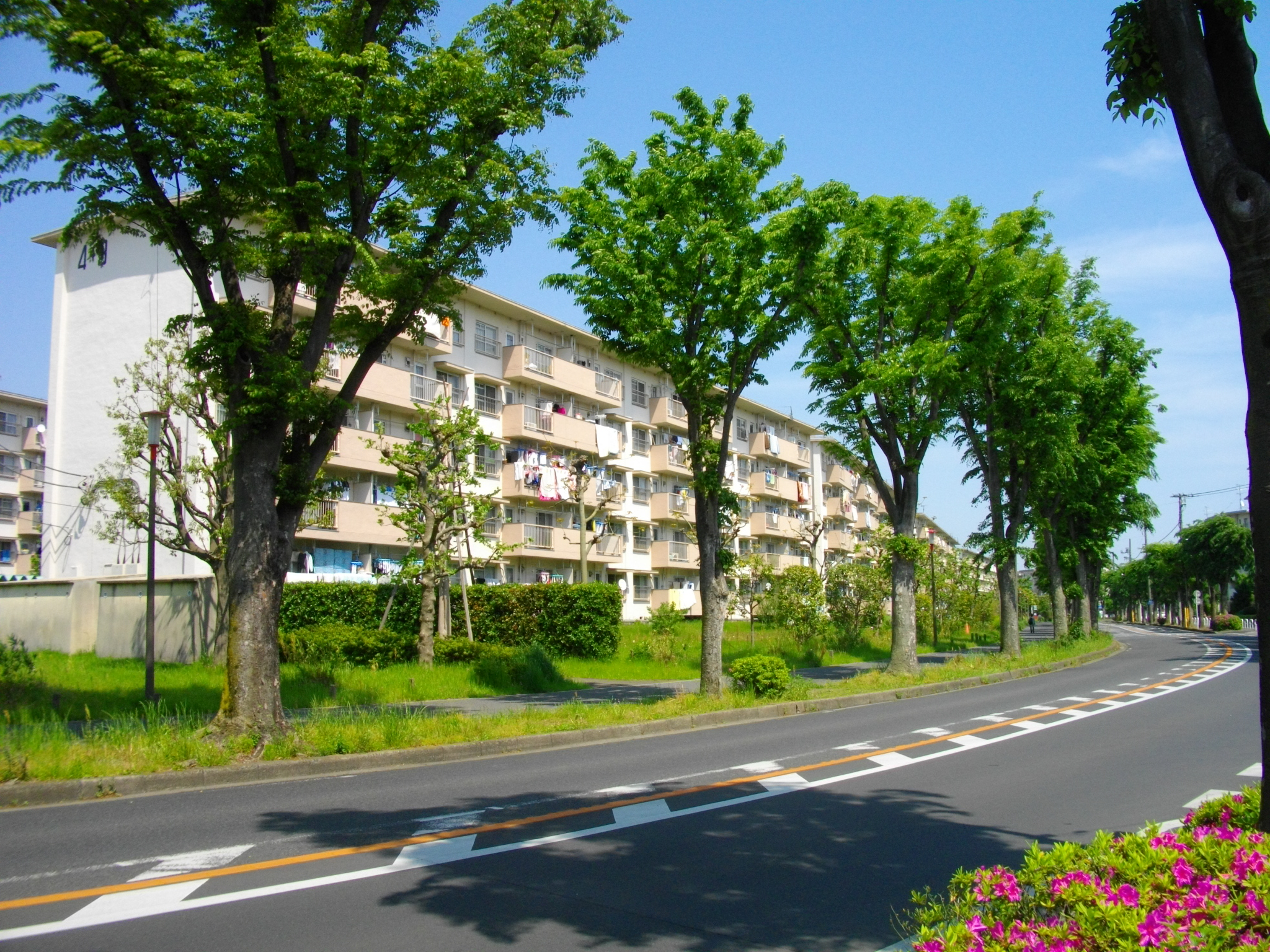
Danchi en Takesato, Saitama
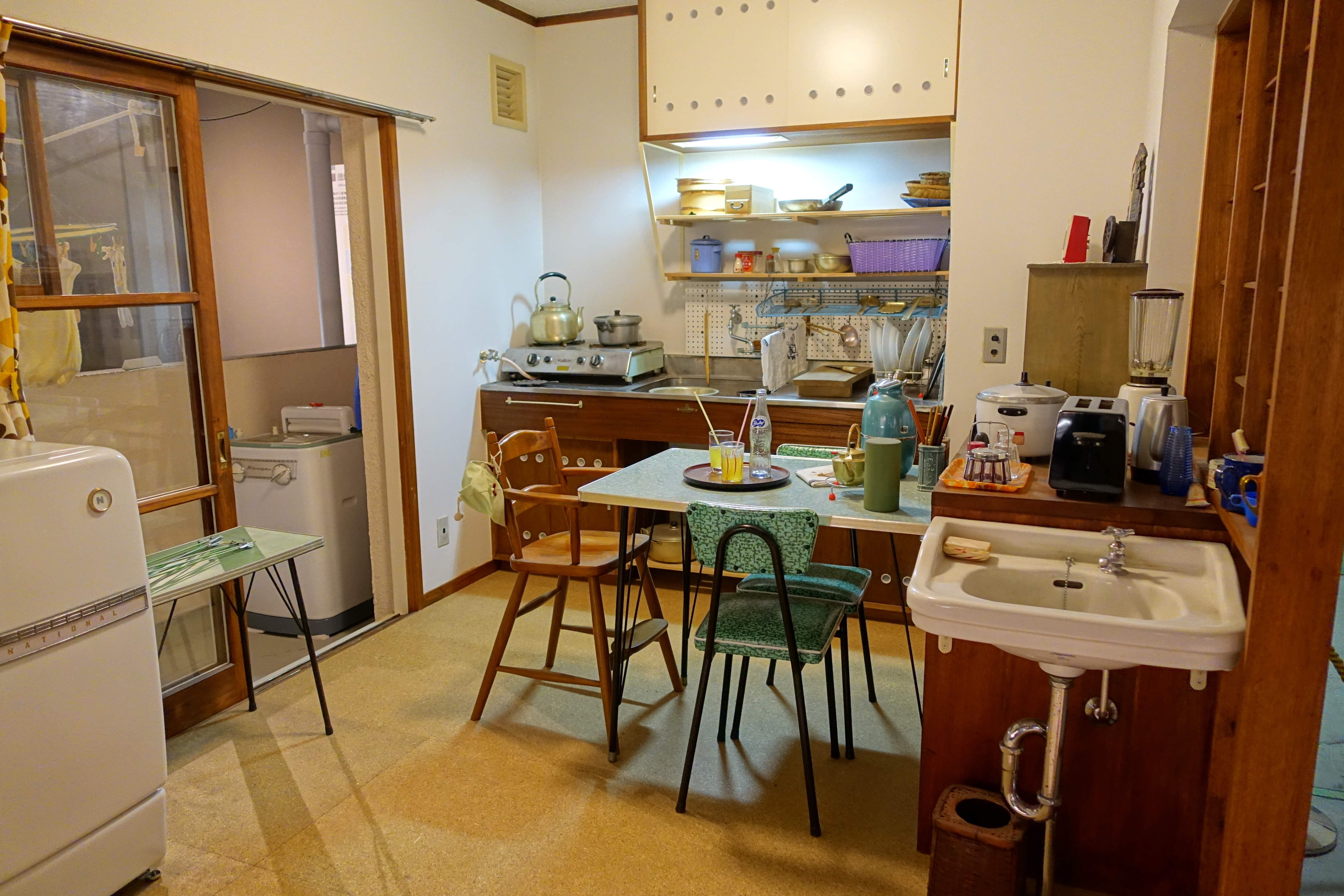
Maqueta 1 a 1, complejo de viviendas de Hibarigaoka, año 1962, tipo 2DK (2 dormitorios, cocina y comedor) Museo Edo-Tokyo, en Sumida, Tokyo
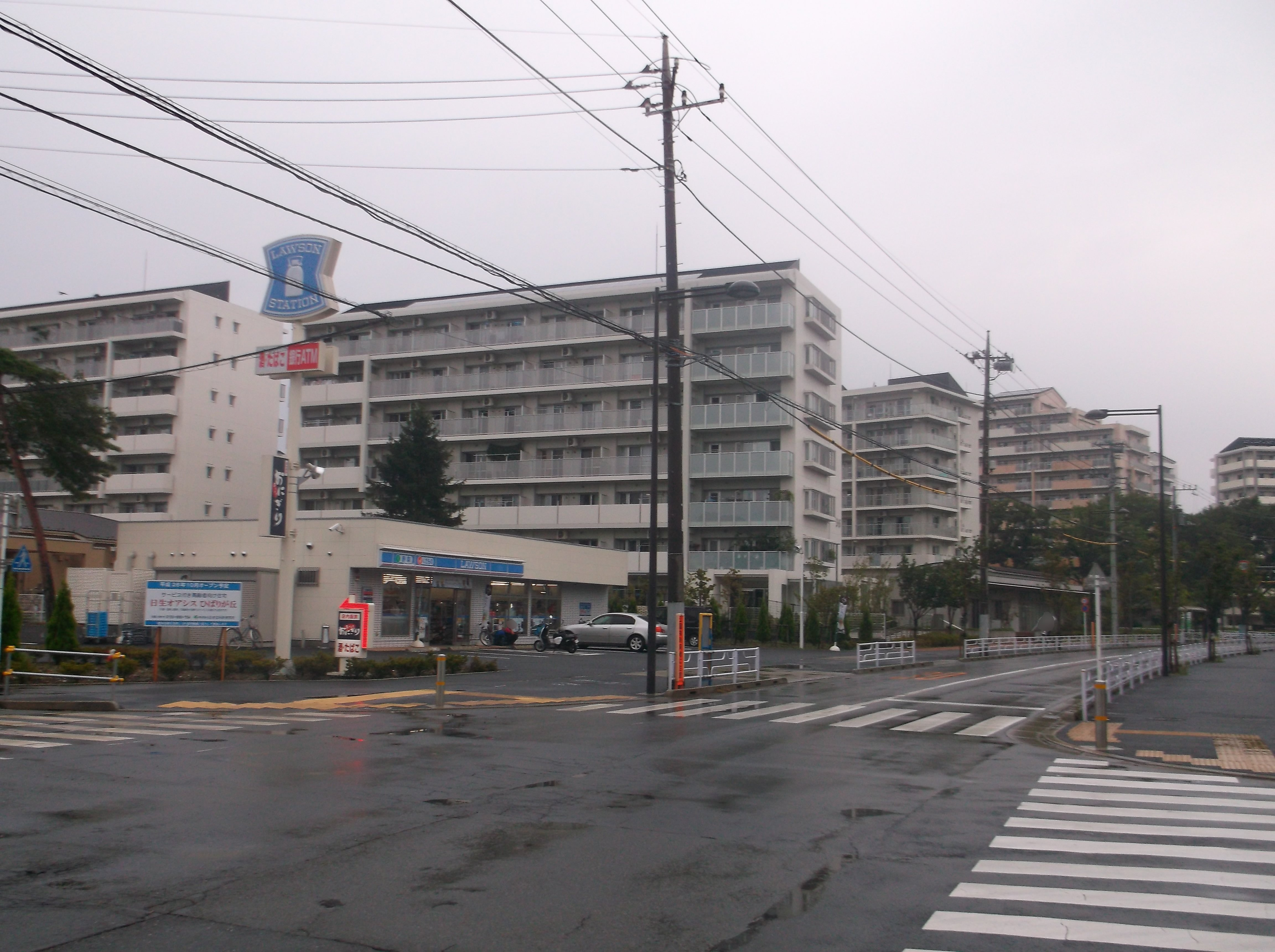
Complejo de departamentos en Hibarigaoka Nishitokyo, año 2014
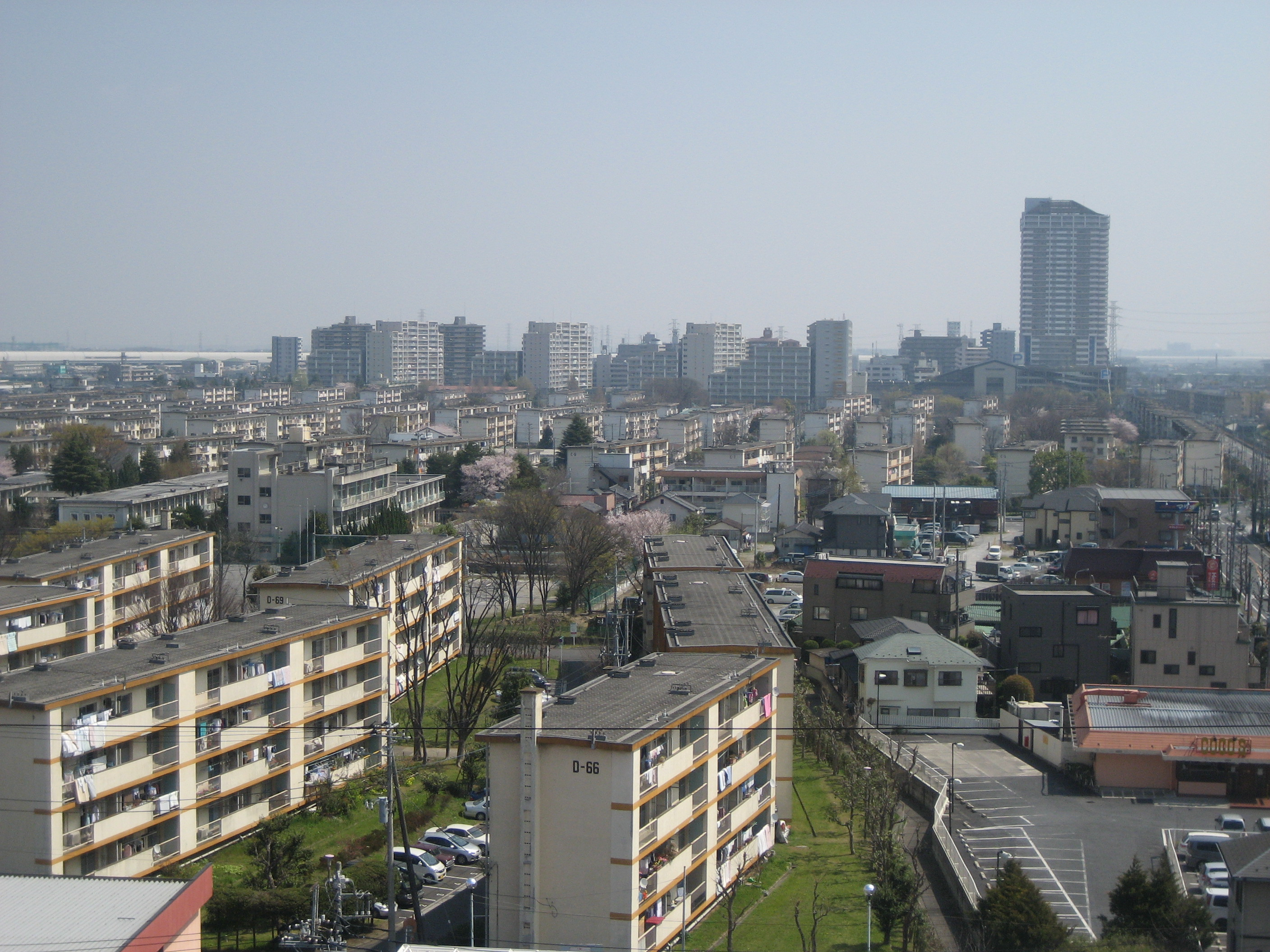
Danchi Matsubara, en Soka, prefectura de Saitama